# Гипотеза эффективного рынка
Гипотеза эффективного рынка (англ. efficient market hypothesis, EMH) — гипотеза, согласно которой вся существенная информация немедленно и в полной мере отражается на рыночной курсовой стоимости ценных бумаг. Различают слабую, среднюю и сильную формы гипотезы эффективного рынка. Гипотезу сформулировал американский экономист Юджин Фама в своей статье для журнала "Journal of Business", опубликованной в 1965 году.
Гипотеза эффективного рынка может быть сформулирована следующим образом: рынок является эффективным в отношении какой-либо информации, если она сразу и полностью отражается в цене актива.

## Три формы рыночной эффективности
Принято различать три формы рыночной эффективности:
- слабая форма эффективности, если стоимость рыночного актива полностью отражает прошлую информацию, касающуюся данного актива (общедоступная в настоящий момент времени информация о прошлом состоянии рынка, прежде всего по динамике курсовой стоимости и объемах торговли финансовым активом);
- средняя форма эффективности, если стоимость рыночного актива полностью отражает не только прошлую, но и публичную информацию (текущая информация, которая становится общедоступной в настоящий момент времени, предоставленная в текущей прессе, отчётах компаний, выступлениях государственных служащих, аналитических прогнозах и т.п.);
- сильная форма эффективности, если стоимость рыночного актива полностью отражает всю информацию - прошлую, публичную и внутреннюю (инсайдерская информация, которая известна узкому кругу лиц в силу служебного положения, или иных обстоятельств).

## Критика
Против гипотезы эффективного рынка существует ряд критических соображений теоретического и практического характера

### Парадокс Гроссмана-Стиглица
Внутренняя логическая проблема, заключающаяся в том, что рынок, даже теоретически, не может стать полностью эффективным на долгий срок. 
Связано это с тем, что для достижения эффективности на рынке должны действовать активные участники (трейдеры, арбитражеры, инвесторы), которые своими сделками приводят рынок к эффективному. Однако если рынок эффективен, то тогда активные участники не смогут получить от своих действий прибыль и уйдут, после чего рынок снова станет неэффективным.
Таким образом, в долгосрочной перспективе рынок может либо оставаться постоянно в какой-то степени неэффективным, либо совершать колебания относительно некоторого уровня. В случае колебаний рынок может на какое то время стать абсолютно эффективным, однако такое состояние является неустойчивым, поскольку на рынке не останется активных инвесторов и отклонения от равновесия начнут нарастать.
Теоретически, рынок мог бы стать эффективным, если бы существовал разработанный метод оценки компаний, позволяющий легко вычислять справедливую стоимость. Однако пока такого метода не существует, а с учётом сложности, непредсказуемости и хаотичности мира, такого метода может и не существовать вовсе.

### Парадокс объемов сделок
Эмпирическое несоответствие реального поведения финансовых рынков и гипотезы эффективного рынка. 
Гипотеза предсказывает полное или почти полное отсутствие сделок. Связано это с тем, что сделка происходит только в том случае, если стороны имеют разное понимание ценности объекта сделки. Но на абсолютно эффективном рынке все участники имеют абсолютно одинаковое представление о ценности активов, а следовательно им нет смысла совершать сделки покупки или продажи, поскольку все активы оценены справедливо и нет ни переоцененных ни недооцененных.
С практической точки зрения, существуют обстоятельства, которые могут побудить участников совершать сделки в том числе и по справедливой цене, например если участник переходит из фазы накопления инвестиций в фазу распределения (то есть, скажем прекращает работать и начинает тратить накопленное) однако эти соображения не могут объяснить тех объемов сделок, которые наблюдаются в реальности. 

### Парадокс волатильности
Эмпирическое несоответствие реального поведения финансовых рынков и гипотезы эффективного рынка. 
Гипотеза предсказывает изменение цен на активы тогда и только тогда, когда появляется какая-то новая информация, которая ещё не учтена в цене актива. То есть в отсутствие новостей цены на активы должны быть неизменны. Однако наблюдения показывают, что цены совершают громадные колебания даже при отсутствии видимых причин. Наиболее известным примером является Черный понедельник (1987) года, самое большое однодневное падение индексов рынка США за всю историю, которое при этом произошло без видимых причин.
Наличие на рынке высокой волатильности указывает на то, что, как минимум, часть участников ограниченно рациональны, что делает рынок, как минимум, частично неэффективным.

### Рыночные пузыри
Эмпирическое несоответствие реального поведения финансовых рынков и гипотезы эффективного рынка. 
Теория эффективного рынка отрицает возможность существования рыночных пузырей. То есть согласно гипотезе, все цены на рынке обусловлены имеющейся информацией и теми предположениями, которые из нее можно вывести. Касательно событий неопределенных, цены должны включать лучшую, насколько это возможно, оценку вероятности их наступления. Можно сказать, что гипотеза эффективного рынка утверждает, что текущая цена является справедливой ценой, что опровергается практическими наблюдениями.  
Известен ряд случаев, когда курс цен того или иного актива внезапно менялся без получения какой-либо радикально новой информации. Такую ситуацию обычно впоследствии называют рыночным пузырем.  Пузыри продолжают появляться и в 21 веке, что также говорит о том, что как минимум часть участников рынка не вполне рациональна, что делает рынок как минимум частично неэффективным.